# Maja Novak
Maja Novak, sodobna slovenska mladinska pisateljica, prevajalka in pravnica, * 23. april 1960, Jesenice.

## Življenje
Rodila se je 23. aprila 1960 na Jesenicah. Odraščala je v Novi Gorici. Njeno otroštvo je pomembno zaznamovala stara mama, ki jo je naučila umetnosti pripovedovanja zgodb.
Najprej si je želela postati restavratorka, potem pa se je odločila za Pravno fakulteto, kjer je diplomirala z odličnimi ocenami. Dve leti je delala kot pripravnica, nato je bila zaposlena kot tajnica pri Svetovnem slovenskem kongresu, poslovna sekretarka v Jordaniji, prevajalka in novinarka. Že kot otrok je sanjarila, da bo pisateljica, kasneje na to pozabila, vse dokler ni po izidu prvih dveh romanov in slikanice za otroke leta 1995 ugotovila, da se mora za pisateljski navdih prepustiti »sladkemu brezdelju« in sprejeti status svobodne umetnice. Zase pravi, da je z branjem zasvojena.
Iz rodbine Novak prihajajo: pisatelj Bogdan Novak, pisateljica Marjeta Novak Kajzer, slovenist Vilko Novak in založnik Luka Novak.

## Delo
Njen prvi avtorski prispevek je bil objavljen na radiu 27. novembra 1991, na ta dan vsako leto proslavlja kot svoj literarni rojstni dan. Po njenem prepričanju je »največja sreča v življenju, da delaš tisto, kar najbolje in najraje delaš«.
Svoje prvo literarno delo – šestvrstnično pesmico z naslovom Naš Mini – ki je nastalo, ko je bila stara šest let - je posvetila svoji muci. Mački in konji so njene najljubše živali. Knjiga Kufajn, Kufina in kamela Bombla je nastala na pobudo hčerke Sare, ki si je ob desetem rojstnem dnevu zaželela lastno knjigo. Ideja se je porodila ob njunih besednih igrah, saj je Sara kot klepetava deklica v svoje stavke nenehno vpletala »kufajne« in »kufine«. V slikanici avtorica mimogrede opiše tudi nekaj slovničnih pravil, čeprav sama pravi, da: »... o slovnici ni nikoli razmišljala, tako kot ne razmišlja o tem, kako diha«.
Za roman Cimre in zbirko kratke proze Zverjad je leta 1997 prejela nagrado Prešernovega sklada. Njena kratka proza je uvrščena v številne almanahe: Zaznamovane (Ženski zalivi (1996), Ne bomo več pridne (1997)), Noč v Ljubljani in Poletje v zgodbi.
Prevaja iz francoščine (Gaston Leroux, Eric - Emmannuel Schmidt), italijanščine (Alessandro Baricco, Suzana Tamaro idr.), srbščine (Rade Šerbedžija, Vladimir Arsenijević) in angleščine (Helen Fielding, Alain de Bouton, Terry Pratchett).
Leta 2002 je bil v srbščino preveden njen roman Mačja kuga (Beograd, Clio, 2002). Sodelovala je tudi pri internetnem romanu Trampolin.
Sama pravi, da ne piše s ščepcem, ampak z obilno mero humorja in ironije. V njenem svetu zločina so moški le statisti - vse glavne vloge je razdelila med ženske.

### Pripovedna dela za mladino
- Kufajn, Kufina in kamela Bombla  (1995),
- Vile za vsakdanjo rabo  (1998),
- Male živali iz velikih mest  (1999),
- Ura zoologije (2003)

### Pripovedna dela za odrasle
- Izza kongresa ali Umor v teritorialnih vodah  (1993),
- Zarka  (1994),
- Cimre  (1995),
- Zverjad  (1996),
- Karfanaum ali As killed  (1998),
- Mačja kuga (2000),
- Gea, Hit et nunc (2003).

### Prevodi
- Bog kot zabloda (Richard Dawkins)
- Zgodba mojega življenja (Giacomo Girolamo Casanova)
- Zgodovina lepote (Umberto Eco)